# Maralinga

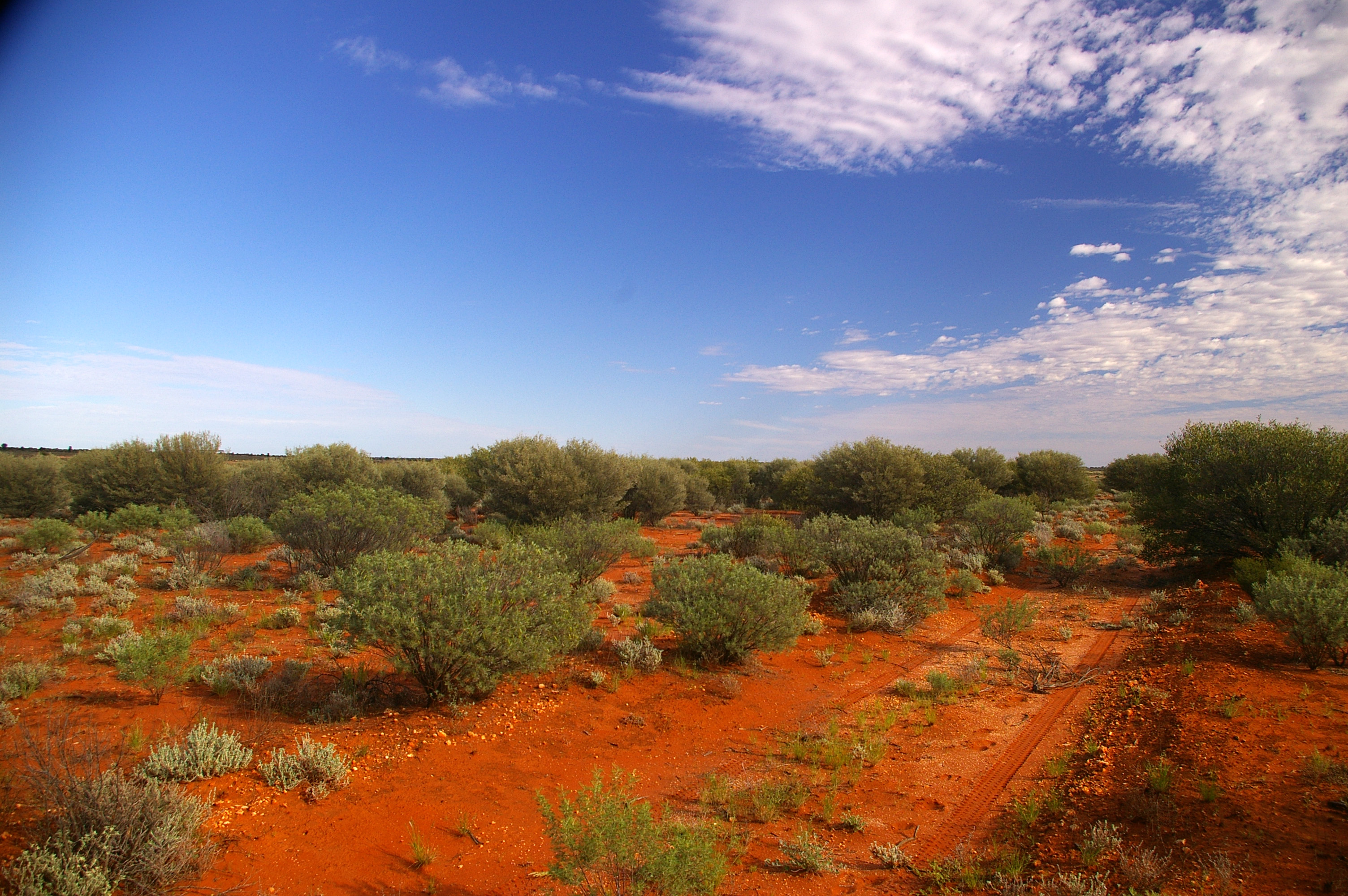
Landschaftsaufnahme von Maralinga in Südaustralien (2007)

Maralinga, in der Sprache der Ureinwohner Land des Donners, ist ein Gebiet im Westen des australischen Bundesstaats South Australia in der Nullarbor-Wüste. Es liegt etwa 1000 km nordwestlich von Adelaide. Auch der dort ansässige Stamm der Aborigines, der zu den Pitjantjatjara gehört, bezeichnet sich als Maralinga.

## Atomwaffentests
Bekannt wurde das Gebiet, das zur Woomera Prohibited Area gehört, weil es in den 1950er Jahren dem britischen Militär für Atomwaffentests zur Verfügung gestellt wurde. Zuerst wurden 1953 im weiter nördlich gelegenen Emu Field zwei Versuche durchgeführt, dann entschied man sich zum Umzug in das leichter zugängliche Maralinga-Gebiet. Eine Militärbasis wurde unter dem Namen Maralinga Village aufgebaut, die bis zu 2000 Soldaten und Militärpersonal als Unterkunft diente. In der Maralinga Forward Area wurden zwischen 1955 und 1963 sieben große Atomwaffenversuche und hunderte kleinerer Tests durchgeführt. Insgesamt wurden durch Explosionen 22 kg radioaktives Plutonium im Testgelände freigesetzt.

### Die Testreihen
- Operation Totem (1953):[2][3]
  - 15. Okt. 1953: „Totem 1“, 9 kt (Sprengkraft in Kilotonnen TNT)
  - 27. Okt. 1953: „Totem 2“, 7 kt

Die beiden größten Testreihen waren:
- Operation Buffalo (1956)[4][5]
  - 27. Sep. 1956: „One Tree“, 15 kt (Sprengkraft in Kilotonnen TNT)
  - 04. Okt. 1956: „Marcoo“, 1,5 kt
  - 11. Okt. 1956: „Kite“, 3 kt
  - 22. Okt. 1956: „Breakaway“, 10 kt

- Operation Antler (1957)[4]
  - 14. Sep. 1957: „Tadje“, 1 kt
  - 25. Sep. 1957: „Biak“, 6 kt
  - 09. Okt. 1957: „Taranaki“, 27 kt

### Nachwirkungen
Noch in den 1980er Jahren wurden die Testanlagen abgebaut und einbetoniert. Das verseuchte Erdreich wurde umgegraben.
Neben britischen Soldaten waren auch 9000 Australier an dem Test beteiligt, manche nur 1,6 Kilometer von der Explosion entfernt. Ein Regierungsreport von 1983 stellte fest, es sei kein einziger Australier durch die Atomversuche zu Schaden gekommen.
Als in den 1980er Jahren den Maralinga- und Yalata-Aborigines ein 80.000 km² großes Gebiet im Maralinga Tjarutja Land Rights Act übereignet wurde, war davon das darin enthaltene 3.126 km² große Land um Maralinga Village und Forward Area ausgenommen. Das auch als Section 400 bekannte Gelände blieb im Besitz des australischen Staats. Zwar sollte auch dieser Bereich gemäß dem Land Rights Act wieder den Ureinwohnern zufallen, allerdings zeigten sich in den 1980er Jahren erhebliche Spätfolgen der Belastung durch die ionisierende Strahlung sowohl bei Aborigines als auch den Militärangehörigen, die dort beschäftigt gewesen waren. 1985 beschäftigte sich die McClelland Royal Commission mit den Folgen der britischen Kernwaffentests. Eine Untersuchung des Geländes ergab weiterhin eine viel zu hohe Kontamination, so dass man Mitte der 1990er noch einmal an die Säuberung des Gebiets ging. Diesmal wurden die belasteten Erdschichten komplett abgetragen und in tiefen Gräben versenkt und abgedeckt. Die Arbeiten dauerten bis April 2000 und kosteten 108 Millionen australische Dollar.
Die Ureinwohner im Maralinga-Gebiet wurden pauschal mit 11 Millionen Euro abgefunden.
Seitdem wird über eine Rückgabe des Gebiets an die Nachfahren der früheren Bewohner verhandelt. Maralinga Village soll dabei einmal zu einer Touristenunterkunft umgebaut werden. Seit der Säuberung ist es unbewohnt – abgesehen von einem Ehepaar, das die Einrichtung beaufsichtigt.

## Maralinga-Meteorit
Vor Jahrmillionen ging, etwa 35 Kilometer von Maralinga entfernt, der Maralinga-Meteorit nieder, der 1974 gefunden, aber erst 1989 als Meteorit erkannt wurde.